# 핫토리료쿠치 육상 경기장

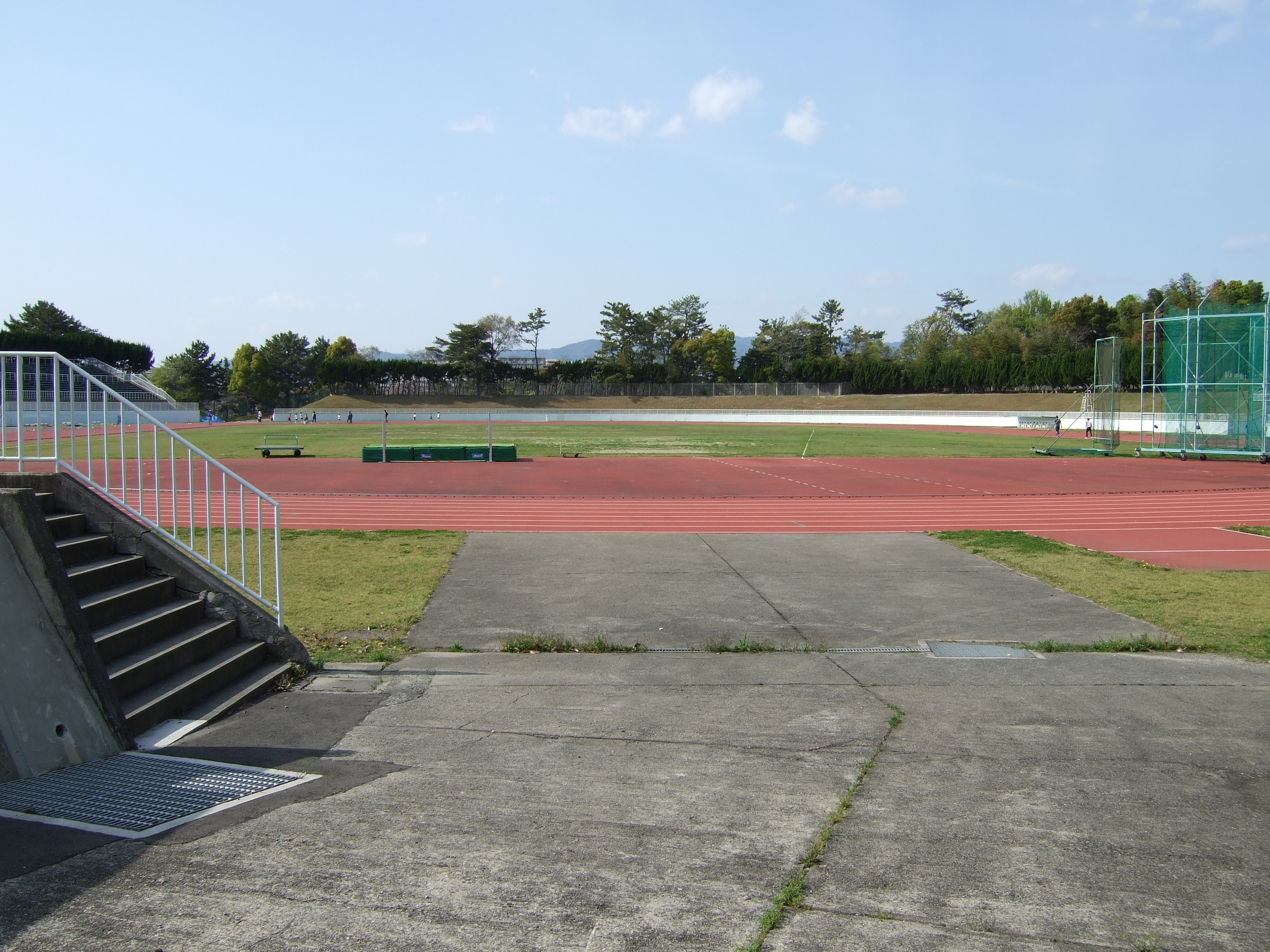
핫토리료쿠치 육상 경기장

핫토리료쿠치 육상 경기장(일본어: 服部緑地陸上競技場 핫토리료쿠치리쿠죠쿄기죠[*])는 일본 오사카부 도요나카시 핫토리료쿠치에 위치한 육상 경기장이다.